# سامسونگ اس‌جی‌اچ-تی۱۳۹
سامسونگ اس‌جی‌اچ-تی۱۳۹ یک‌نمونه از گوشی‌های تلفن همراه سری T شرکت سامسونگ می باشد که توسط همین شرکت به بازار عرضه شده‌است.